# A7V
A7V (также Sturmpanzerwagen A7V, в буквальном переводе с нем. Штурмовая бронированная машина A7V) — немецкий тяжёлый танк времён Первой мировой войны. Первый серийный танк Германской империи. Выпущен в 1917—1918 годах малой серией в 20 машин. Ограниченно применялся в боевых действиях заключительного периода Первой мировой войны.

## История создания
15 сентября 1916 года на Сомме англичане впервые применили такое оружие, как танк. Несмотря на успехи англичан, немецкое командование поначалу сконцентрировалось не на развёртывании проектирования своих танков, а на организации противотанковой обороны. Однако уже к ноябрю немецким генералам стало ясно, что Тройственному союзу необходимы собственные танки. Для разработки этих машин решением Военного министерства кайзеровской Германии 13 ноября была создана техническая комиссия под руководством генерала Фридрихса, в которую входили представители вооружённых сил и известных немецких фирм, в частности, «Даймлер», «Бенц», NAG, «Опель», «Брасс унд Херштейнт» и австрийского отделения «Холт-Катерпиллер». По решению комиссии главным конструктором танка был назначен 46-летний капитан Йозеф Фольмер, в группу которого вошло около сорока инженеров.
Первый серийный A7V удалось выпустить только к октябрю 1917. Танк был назван в честь 7-го транспортного отдела Военного министерства.
До сентября 1918 Германии удалось выпустить всего 20 таких танков (хотя планировалось производство не менее 100 машин), поэтому серьёзного влияния на ход войны немецкие танки не оказали. Для сравнения: Франция за годы войны выпустила 3997 танков всех типов, а Англия — 2905.
Большинство танков серии получало собственные имена — «Мефисто», «Вотан», «Изольда» и др., танки поступали на вооружение вновь формируемых 1-го, 2-го и 3-го танковых отделений.

## Описание конструкции

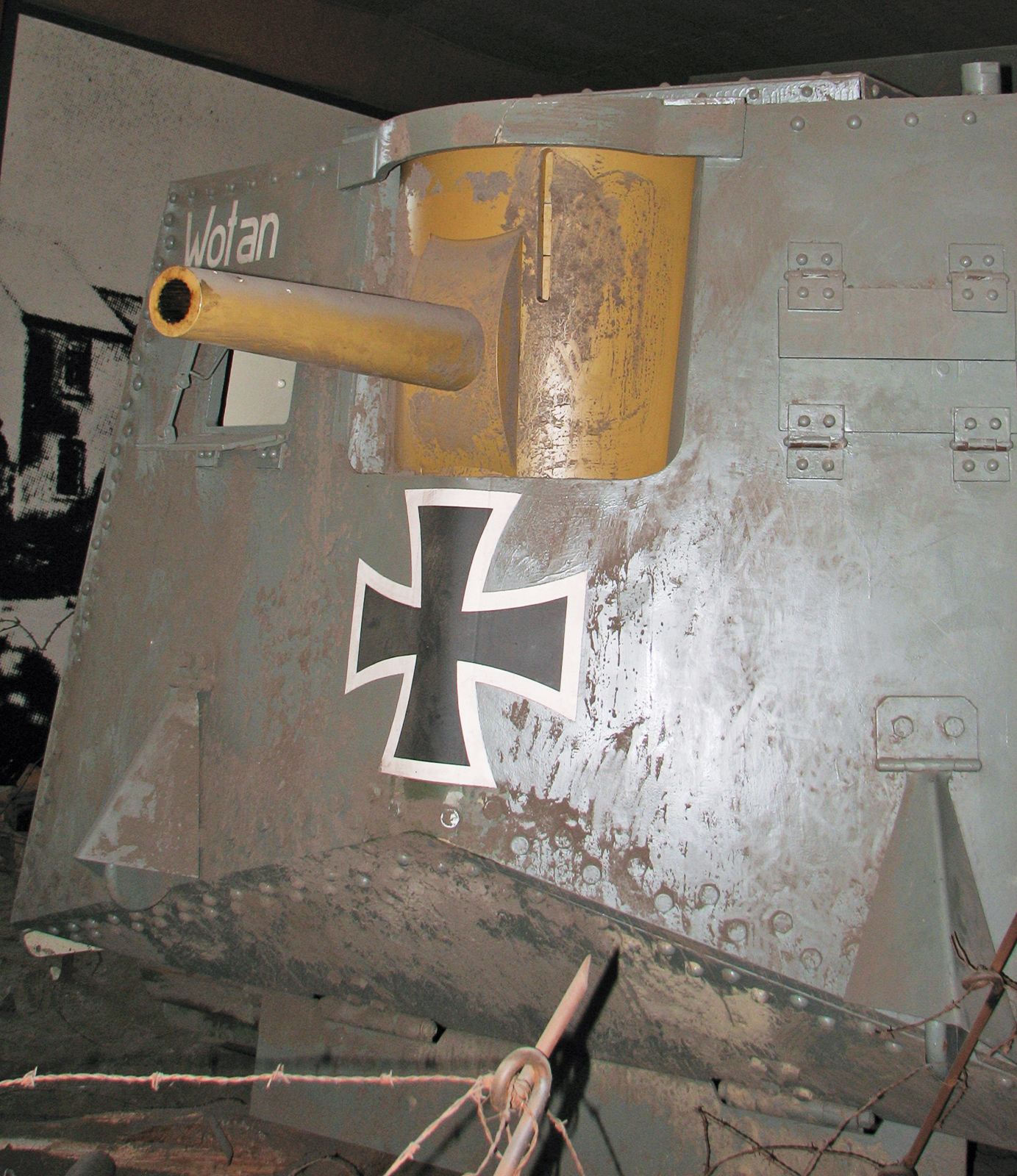

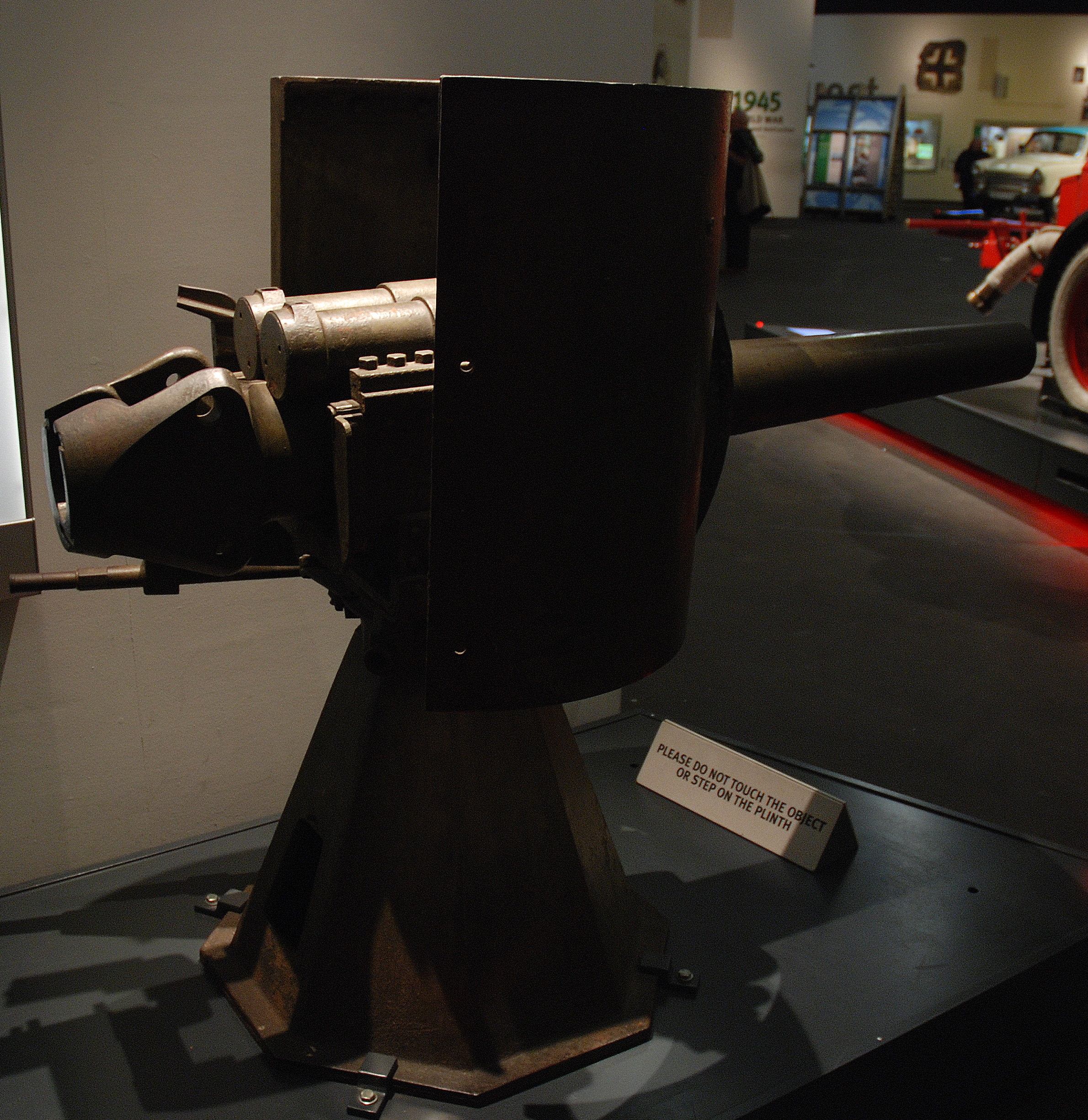
Тумбовая установка пушки Максима-Норденфельдта

Танк был спроектирован по наиболее часто используемой в тот период компоновочной схеме с продольной симметрией.
Танк создавался на базе трактора Holt, первый прототип был выпущен в апреле 1917 года, а деревянная модель в натуральную величину — в мае того же года. Первый опытный образец был выпущен в сентябре, а первая серийная машина — в октябре 1917 года.
Ходовая часть A7V была выполнена по типу трактора «Холт», массивный броневой корпус устанавливался на прямоугольной коробчатой раме, в движение этого монстра приводили два 100-сильных карбюраторных двигателя «Даймлер». Из-за чрезмерного веса машина была неповоротливой и слабопроходимой, но при этом хорошо бронированной. Броня защищала экипаж не только от бронебойных пуль, но и от осколков осколочно-фугасных снарядов артиллерии. Экипаж был достаточно велик (18 человек) и должен был обслуживать многочисленное вооружение.
Среди главных недостатков A7V: очень плохой обзор (на расстоянии до 10 метров вперёд водитель ничего не видел), большая шумность, высокая температура (до +60 °C) и загазованность внутри самого танка (во время марша экипаж сидел на крыше), а также крупные габариты, которые делали его лёгкой мишенью для артиллерии. Угол горизонтального обстрела 57-мм пушки составлял всего 50 градусов, что даже меньше, чем у английского Mark I.
За огромные размеры, неповоротливость, жуткую жару внутри и отчаянно дымившие двигатели немецкие солдаты прозвали A7V «тяжёлой походной кухней».

## Модернизации и модификации
- A7V (корпуса фирмы «Крупп») — борта броневого корпуса собраны из пяти броневых плит на клёпке.
- A7V (корпуса фирмы «Рёхлин») — борта броневого корпуса образованы цельнолитыми броневыми деталями.
- Funkwagen — передвижная радиостанция.
- Panzerflak — зенитное орудие.
- Artilleriezugmaschine — артиллерийский тягач.
- Schützengrabenbagger — траншейный экскаватор.

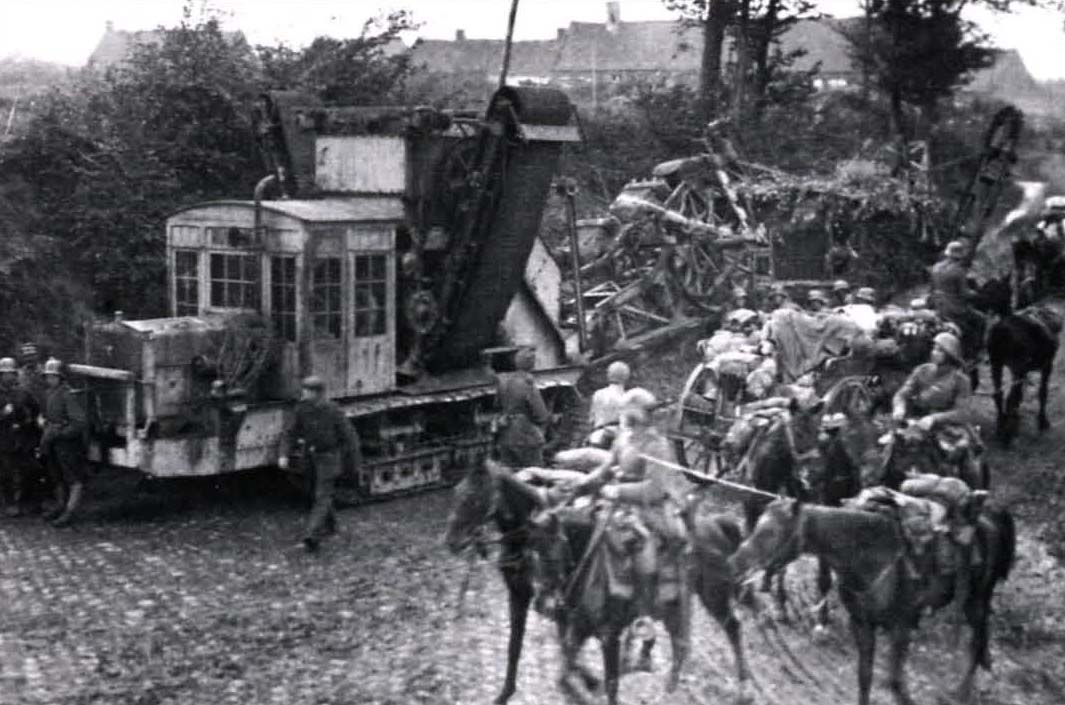
Немецкий военный траншейный экскаватор (роторного многоковшового типа) на базе шасси тяжёлого танка A7V, 1918 год. На заднем плане — аналогичная машина с открытой кабиной, замаскированная ветками

- Überlangwagen — бронетранспортёр.
- Проект A7V с 77-мм пушкой

## Служба и боевое применение
Вследствие малочисленности своего танкового парка немцы были вынуждены формировать танковые отделения, придаваемые ударным частям и общевойсковым соединениям.
Впервые танки A7V вступили в бой 21 марта 1918 г. в ходе контратаки на берегах канала Сен-Кантен. Первый встречный танковый бой в истории произошёл с участием этих танков 24 апреля этого же года около Виллер-Бретоннё.
Ещё до атаки вышла из строя машина № 540, а перед боем обнаружилось повреждение головки цилиндров у № 503. Поэтому только 13 A7V, разбитые на три группы, вступили в бой. Первая группа включала танки № 526, 527 и 560, действовала с 228-й пехотной дивизией; вторая (танки № 501, 505, 506, 507, 541 и 562) — с 4-й гвардейской дивизией; третья (танки № 525, 542, 561 и 504) — с 77-й резервной дивизией. В соответствии с избранной тактикой танки были направлены на важный тактический пункт: первая группа двигалась непосредственно на деревню, вторая — вдоль её южной окраины, третья — на расположенную поблизости деревню Каши. Танк № 506 («Мефисто») застрял на местности, но оставшиеся 12, очистив населённый пункт от английских подразделений, продвинулись до Каши и до леса Аббе.
Здесь три A7V встретились с вышедшими из леса тремя английскими Мк IV. Первый в истории бой танков с танками носил характер встречного и для обеих сторон оказался внезапным. Англичане оказались в не самом выгодном положении: из трёх машин две были пулемётными, а экипажи были измотаны длительным нахождением в противогазах — их позиции накануне обстреляли химическими снарядами. Таким образом, британцы уступали немцам в огневой мощи, бронировании и работоспособности экипажей. Однако уже в этом столкновении сказались такие факторы, как манёвренность танков, опыт и слаженность экипажей. Бой проходил возле позиций английской пехоты и на виду у германской артиллерии, но они не приняли в нём участия. Немецкие артиллеристы опасались поразить своих, а английские пехотинцы попросту не имели каких-либо противотанковых средств. Хотя пулемётные Мк IV, получив большие пробоины, вынуждены были вскоре отойти в тыл, пушечный танк продолжал вести огонь. Немецкие машины остановились неудачно — бой фактически вёл только один из них (№ 561, «Никсе»), стреляя с места из пушек и пулемётов, в том числе — бронебойными пулями. В отличие от немецких, английский танк постоянно маневрировал и, сделав несколько выстрелов с ходу, перешёл к ведению огня с коротких остановок. После трёх попаданий у A7V был повреждён масляный радиатор. Пользуясь тем, что «англичанину» разорвало гусеницу, A7V смог отойти на небольшое расстояние, после чего экипаж покинул его. Два других A7V также отошли. Это дало основание англичанам справедливо считать себя победителями в первой танковой схватке.
Часть танков второй группы остановилась у первой линии английских окопов за деревней и отошла назад. Вслед за этим английские танки с австралийской пехотой отбили деревню. В тот же день восточнее Каши один A7V № 525 («Зигфрид») встретился с семью средними английскими Мк А «Уиппет» — эти боевые машины впервые вступили тогда в бой. Ведя огонь с места, вместе с артиллерией 4-й гвардейской дивизии, «Зигфрид» подбил один Мк А (ещё три подбили артиллеристы) и повредил три. Немцы потеряли в тот день три машины — № 506 (застрял и был вытащен австралийской пехотой 14 июня), 542 и подбитый 561. Довольно успешно действовали № 505 и 507. Этот бой выявил ещё одну возможность танка — использование его в качестве эффективного противотанкового средства. Однако больше в течение Первой мировой войны танки такой функции не выполняли.
Подбитый A7V № 561 немцы ночью эвакуировали. Танк № 542 опрокинулся, переходя через воронку, и был брошен экипажем. 15 мая англичане оттащили его двумя Мк IV той же роты «А» первого батальона с помощью солдат французской 37-й марокканской дивизии.

Захваченный танк нёс имя «Эльфриде», из-за чего в литературе стран Антанты и её союзников танки A7V именовались также «танками типа Эльфриде». Машину внимательно изучали в тылу, её испытывали французские и английские экипажи. По мнению специалистов Антанты, 
«немцы в своей модели повторили большое количество конструктивных ошибок и механических недостатков, позаимствованных ими у первых английских и французских танков».
 Точнее было бы сказать, что немцы учли многие из недостатков первых танков противника, но сделали немало собственных ошибок. Англичане отмечали хорошее бронирование A7V спереди, сзади и с бортов при слабой защите крыши (ослабленной вентиляционными решётками). Кроме того, 
«заслонки отверстий в башне, орудийный щит, пулемётные маски и щели между плитами… были очень уязвимы для осколков, ружейных и пулемётных пуль».
 И, конечно, отмечалась низкая проходимость машины — об этом свидетельствовал уже сам факт опрокидывания танка.

## Список танков A7V по номерам и названиям

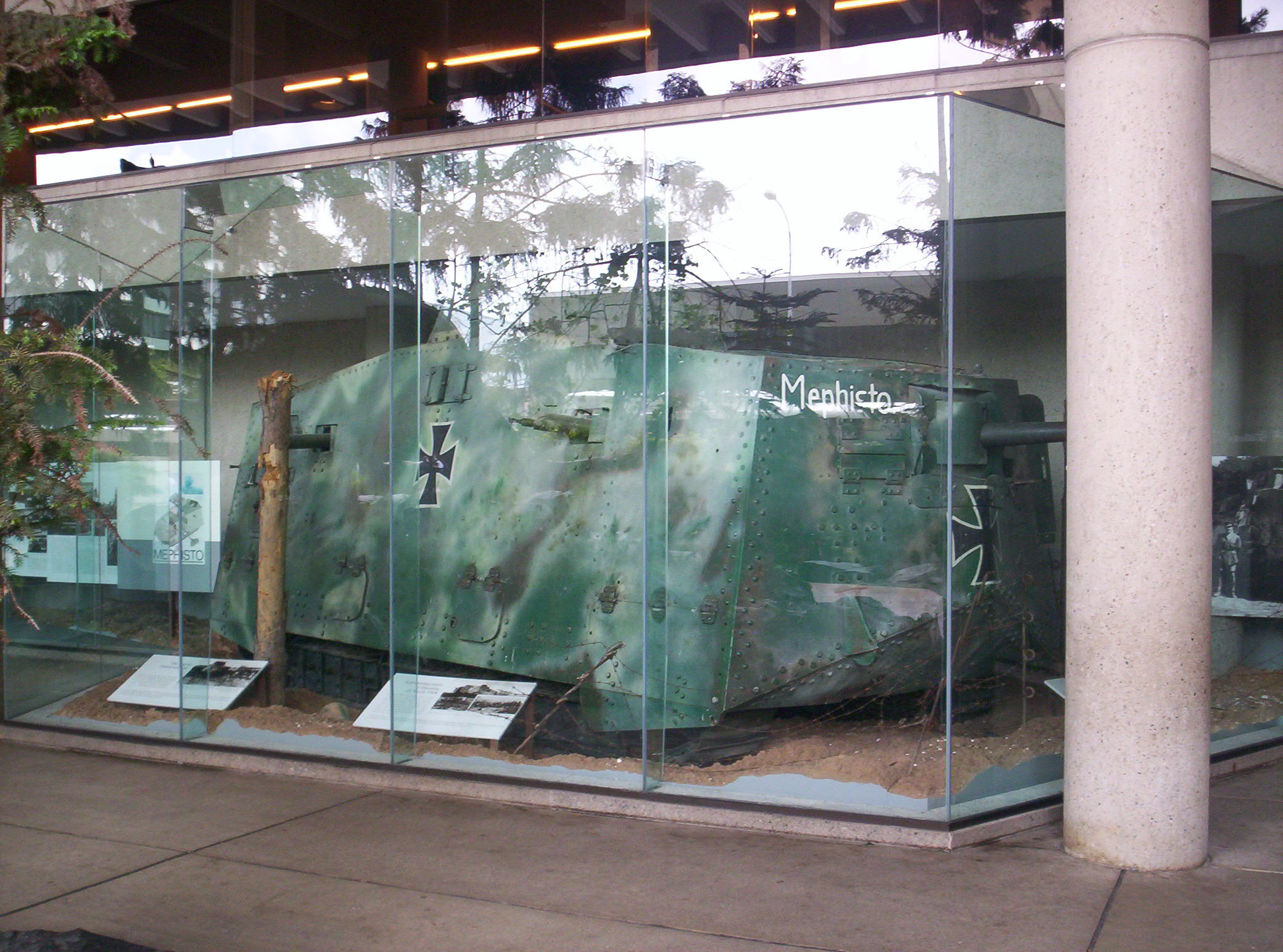
«Мефисто»

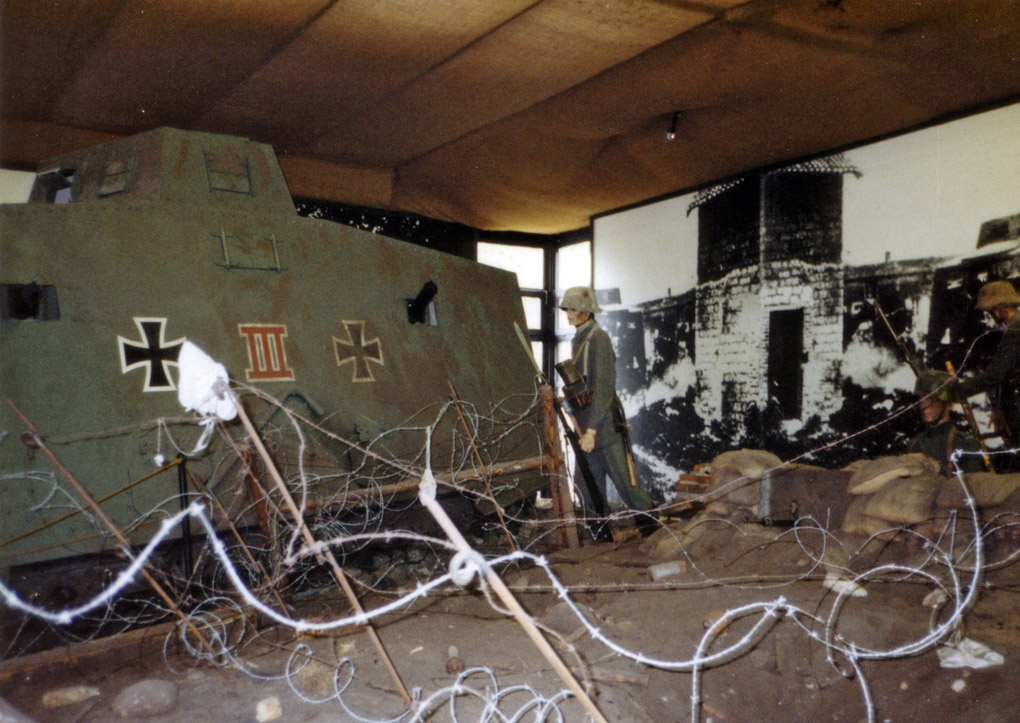
№ 563 «Вотан»

- 501 «Гретхен»: сдан на лом в 1919 г.
- 502: сдан на лом в октябре 1918 г.
- 503: сдан на лом в октябре 1918 г.
- 504 «Шнук»: погиб в бою 31 августа 1918 г.
- 505 «Баден I»: сдан на лом в 1919 г.
- 506 «Мефисто»: захвачен противником 24 апреля 1918 г. (застрял на местности)
- 507 «Циклоп»: сдан на лом в 1919 г.
- 525 «Зигфрид»: сдан на лом в 1919 г.
- 526: сдан на слом в 1918 г.
- 527 «Лотта»: погиб в бою 1 июня 1918 г.
- 528 «Хаген»: погиб в бою 31 августа 1918 г.
- 529 «Никсе II»: захвачен противником 31 мая 1918 г.
- 540 «Хайланд»: сдан на лом в 1919 г.
- 541: сдан на слом в 1919 г.
- 542 «Эльфриде»: брошен экипажем в бою 24 апреля 1918 г.
- 543 «Хаген», «Альберт», «Кёниг Вильгельм»: сдан на лом в 1919 г.
- 560 «Старый Фриц»: уничтожен в бою 11 октября 1918 г.
- 561 «Никсе»: сдан на лом в 1918 г.
- 562 «Геркулес»: сдан на лом в 1918 г.
- 563 «Вотан», «Один»: сдан на лом в 1919 г.
- 564: сдан на лом в 1919 г.

## Сохранившиеся экземпляры
A7V Mephisto (506) находится в Музее Квинсленда в Брисбене, Австралия. Это единственный сохранившийся A7V. Так же сохранилась пушка одного из A7V, возможно Schnuck (504), находится в Имперском военном музее в Манчестере, Великобритания. В 1980 году на основе танка Mephisto был заново построен танк Wotan (563), который был разобран на металл в 1919 году. Его копия находится в Немецком танковом музее в городе Мунстер, Германия.

## A7V в массовой культуре
- Появился в видеоиграх: Battlefield 1, War Thunder, Ad infinitum, Первая мировая (на движке Блицкрига), Battle of Empires 1914-1918 Real War.
- Появился в проекте War Thunder в качестве наградной машины наряду с некоторыми своими визави.
- В советском художественном фильме «Макар-следопыт» макет A7V изображает британский танк, полученный белыми от Антанты.
- Украинская группа «1914» в альбоме «The Blind Leading the Blind» выпустила песню, посвящённую именному A7V «Мефисто». Также танк «Вотан» присутствует в игре Europe Front II, в кампании Германской империи в период Первой мировой войны и в многопользовательской игре Panzer War.